# Dracaena ledermannii
Dracaena ledermannii är en sparrisväxtart som beskrevs av Adolf Engler och Kurt Krause. Dracaena ledermannii ingår i släktet dracenor, och familjen sparrisväxter. Inga underarter finns listade i Catalogue of Life.